# スンダウンピョウ
スンダウンピョウ（Neofelis diardi）は、ボルネオ島とスマトラ島に生息するネコ科ウンピョウ属の動物。2006年に東南アジア大陸部のウンピョウとは異なる独立した種として分類された。

## 分布
スマトラ島、バトゥ諸島、ボルネオ島

## 形態
大陸部のウンピョウと比べて、毛の色は暗く、雲形の斑点は小さい。

## 分類
以前はウンピョウの亜種とされていたが、2006年に独立種とする説が提唱され、さらに2007年にボルネオ島個体群を別亜種とすることが提唱された。なお2007年に提唱されたボルネオ島個体群の亜種名は裸名とされ、2011年に正式に記載されている。
以下の亜種の分類・分布は、Kitchener et al. (2017) に従う。和名は松林 (2012)、英名はIUCN (2015) に従う。
Neofelis diardi diardi (Cuvier, 1923) スマトラウンピョウ Sumatran clouded leopard
スマトラ島、バトゥ諸島
Neofelis diardi borneensis Wilting, Christiansen, Kitchener, Kemp, Ambu & Fickel, 2011 ボルネオウンピョウ Bornean clouded leopard
ボルネオ島

## 現状
成熟個体数は10,000頭未満と見積もられており、減少傾向にあるため、2015年以降IUCNレッドリストに危急種として記載されている。生息地は森林破壊の脅威にさらされている。